# Palais épiscopal de Marseille
Le Palais épiscopal est un édifice de Marseille situé rue du Commissaire-Divisionnaire-Antoine-Becker dans le 2e arrondissement construit à partir de 1648. Les façades, toitures ainsi que le portail sur rue, sont inscrits au titre des monuments historiques par arrêté du 7 septembre 1978. 
Le bâtiment qui abrite l'Hôtel de police de la ville est, par métonymie, appelé « l'évêché » depuis qu'il est occupé par les services de la Police nationale. 

## Historique
Le palais épiscopal de Marseille a occupé successivement plusieurs emplacements différents.

### Le palais paléochrétien
La découverte en 2008 d'une mosaïque polychrome sur le chantier du projet d'aménagement urbain  d'Euroméditerranée à proximité de la cathédrale de la Major, laisse penser aux archéologues qu'elle appartient à l'ancien palais épiscopal de Marseille. D'une surface d'environ 15 m2 cette mosaïque devait mesurer à l'origine environ le double. Elle est constituée de milliers de tesselles de diverses couleurs : noire, blanche, ocre, jaune, rouge, bleu ciel ou vert cuivre. L'ensemble est posé sur un lit de briques pilées liées par un mortier de chaux. Cette mosaïque représente des vases garnis de bouquets d'acanthes, deux paires de paons au plumage multicolore se faisant face et séparés par une tige de rose ; ce motif est typique de l'iconographie paléochrétienne du Ve siècle. Ce dessin est encadré de tresses polychromes et de roues formant des compositions géométriques.
Cette mosaïque devait décorer une salle du palais épiscopal qui faisait partie d'un vaste ensemble avec une église et un baptistère découvert lors de la construction de la nouvelle cathédrale au XIXe siècle. Le caractère luxueux de cette mosaïque montre que l'évêque de Marseille voulait ainsi affirmer son pouvoir par rapport aux autres évêques de la région, Arles ou Aix-en-Provence.

### Le palais du Moyen Âge
À partir du XIIIe siècle, l'évêché se trouve près des remparts du Moyen Âge en contiguïté avec une tour en grosses pierres appelée « la tour juive ». Ce palais épiscopal est agrandi successivement en 1337 par l'évêque de Marseille Jean Gasc puis en 1351 par son successeur Robert de Mandagout qui y joignirent la tour dite « de Rostagnier » qu'ils achètent à Rostan de Sabran et à la veuve Gui de Chateauneuf pour le prix de 90 florins or. 
En 1524 la ville est attaquée par les troupes impériales commandées par le duc de Bourbon. La défense préventive de la ville nécessite alors la destruction de plusieurs bâtiments édifiés trop près des remparts. Ainsi le palais épiscopal est rasé ainsi que plusieurs édifices tel que le couvent des frères mineurs où étaient déposés les reliques de Saint Louis d'Anjou. Les évêques habitent dès lors des maisons particulières.

### Le palais moderne
L'évêque Arthur d'Épinay de Saint-Luc décide de construire un nouveau palais. Il adresse en 1620 une requête au roi Louis XIII pour lui demander la concession d'une place de Marseille appelée la Fonderie qui appartenait au domaine royal et qui se trouvant assez voisine de la cathédrale convenait pour un nouveau palais épiscopal. Le roi donna une suite favorable à cette demande par lettres patentes de janvier 1621. L'évêque meurt quelques mois après et l'affaire n'a pas de suite. L'évêque Étienne de Puget réussit à lancer les travaux sur le terrain choisi par d'Épinay de Saint-Luc où se trouvait une fonderie de cloches et de canons. Pour se procurer les fonds nécessaires à cette construction, il cède, à la suite d'une transaction du 29 mai 1647 ratifiée par lettres patentes de juillet 1648, la juridiction de Saint-Marcel qui faisait alors partie de la ville d'Aubagne à la ville de Marseille. C'est son successeur Toussaint de Forbin-Janson qui terminera les travaux. Vers 1736, Mgr Henri de Belsunce embellit le palais par l'établissement d'une galerie.
À la Révolution le palais devient bien national et devient un dépôt d'équipements. À la Restauration il est rendu à l'évéché par ordonnance royale du 31 octobre 1822 ; les travaux de réparation qui ont coûté 66 820 francs sont terminés fin 1825.

### L'Hôtel de police

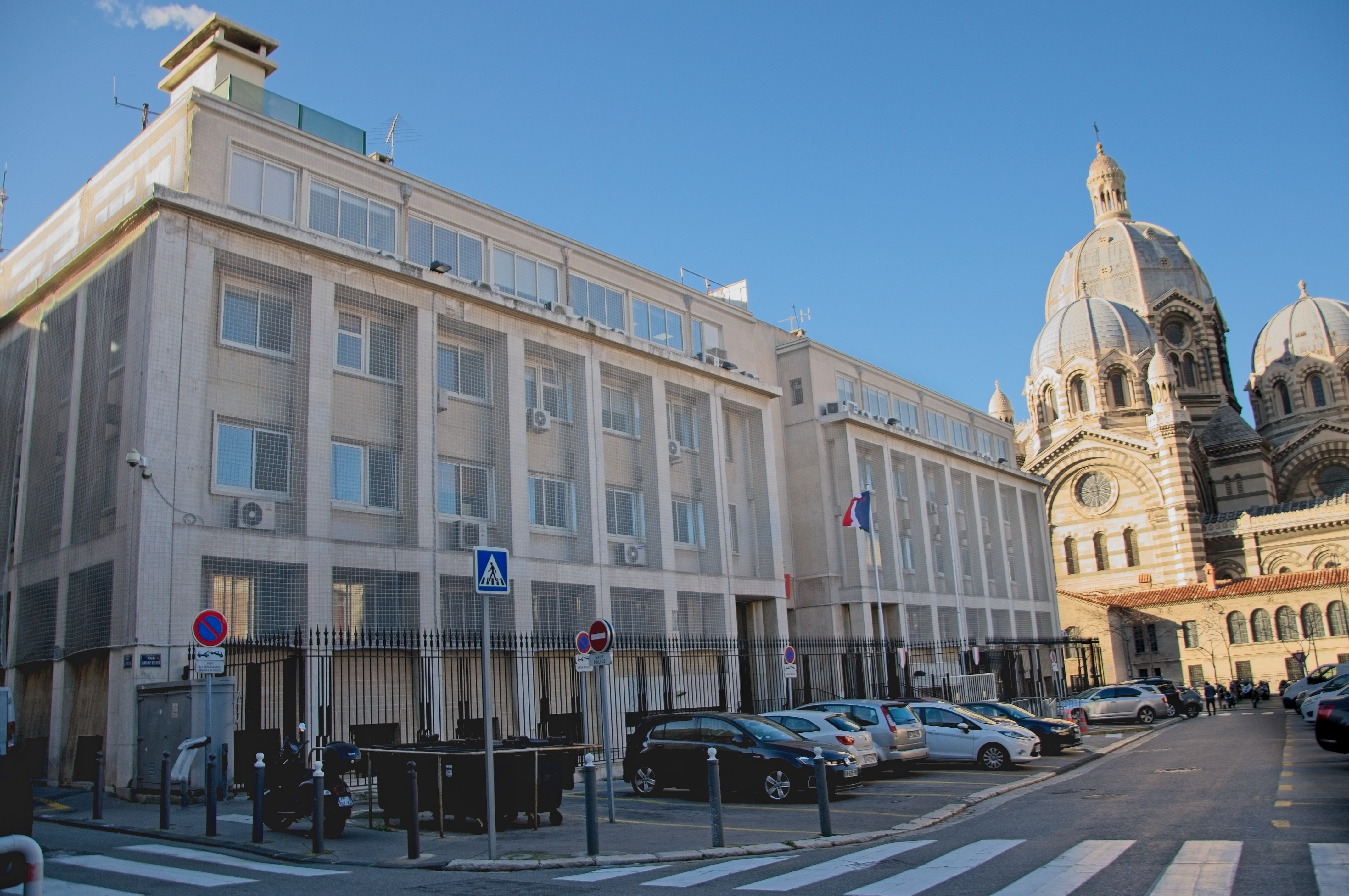
L'hôtel de police de Marseille, dit l'Evéché, le 11 décembre 2021

Le 20 décembre 1906, en application de la Loi de séparation des Églises et de l'État du 9 décembre 1905, Mgr Pierre Paulin Andrieu est expulsé de l'Évêché. Dès le 1er juin 1908, la Police nationale s'installe dans les locaux. En 1950, l'ancien bâtiment étant devenu trop exigu pour héberger les services de police, est ajouté un édifice moderne conçu par l'architecte René Egger et construit par l'entreprise Labalette.
Il reste couramment surnommé « L'Évêché » en référence à l'ancien palais épiscopal,. Il abrite le commissariat central de Marseille et la Direction interrégionale de la police judiciaire (DIPJ) mais les services pourraient déménager dans le courant des années 2020 en raison de la vétusté et de l'inadaptation des bâtiments.